# Riccarda Dietsche
Riccarda Dietsche (* 30. April 1996) ist eine Schweizer Leichtathletin, die sich auf den 100-Meter-Lauf spezialisiert hat.

## Leben
Riccarda Dietsche wuchs im Schweizer Rheintal auf und stammt aus einem sportbegeisterten Elternhaus, ihre Eltern betrieben ebenfalls beide Leichtathletik. Sie selbst begann im Alter von zehn Jahren bei einem örtlichen Verein und startete zunächst im Mehrkampf, bevor sie, vergleichsweise spät, auf den Kurzsprint wechselte. Sie lebt in Lüchingen, einem Dorf der Gemeinde Altstätten und arbeitet als Grundschullehrerin.

## Sportliche Laufbahn
Dietsche bestritt im Jahr 2011 ihre ersten Wettkämpfe auf nationaler Ebene. In den folgenden Jahren trat sie in verschiedenen Disziplinen bei den Schweizer Jugend- und Juniorenmeisterschaften an, so belegte sie beispielsweise 2014 jeweils Platz 5 bei den Schweizer U20-Meisterschaften über 100 und 200 Meter und gewann im Jahr darauf Bronze über 200 Meter in derselben Altersklasse. Im Juli 2015 nahm sie als Teil der 4-mal-100-Meter-Staffel an den U20-Europameisterschaften im schwedischen Eskilstuna teil, wobei man als Fünftplatzierte des Vorlaufes den Einzug in den Final verpasste. 2016 belegte sie den sechsten Platz über 100 Meter bei den Schweizer U23-Meisterschaften.
2017 nahm Dietsche, erneut mit der Sprintstaffel, an den U23-Europameisterschaften in Bydgoszcz teil. Das Quartett zog als erste seines Vorlaufes in den Final ein, in dem man schliesslich in 44,07 s die Bronzemedaille gewinnen konnte. Seit dem gleichen Jahr gelang es ihn kontinuierlich die Bestleistung über 100 Meter zu steigern. 2018 lief sie im Halbfinal bei den Schweizer Meisterschaften 11,72 s und erreichte damit den Final, den sie auf Platz 5 beendete. 2019 nahm sie im Juli mit der Staffel an der Universiade in Neapel teil und erreichte mit ihr den Final. In diesem gewannen die Schweizer Frauen schliesslich, ohne Dietsche, die Goldmedaille. 2021 gewann sie im Frühjahr bei den Schweizer Hallenmeisterschaften in Bestzeit von 7,29 s Bronze im 60-Meter-Lauf und qualifizierte sich für die Halleneuropameisterschaften in Toruń. Dort trat sie Anfang März an und erreichte zunächst den Halbfinal. Darin landete sie in ihrem Lauf auf Platz 6 und verpasste damit den Final. Später im Sommer lief sie im Halbfinal der Schweizer Meisterschaften Bestzeit von 11,41 s über 100 Meter und wurde im anschliessenden Final Vierte. Anfang August nahm sie als Startläuferin der 4-mal-100-Meter-Staffel zum ersten Mal an den Olympischen Sommerspielen teil. Sie ersetzte die Verletzte Sarah Atcho und erreichte mit ihren Teamkolleginnen in Tokio mit Nationalrekord von 42,05 s den Final. Darin blieben die Schweizerinnen mit 42,08 s nur knapp hinter der Vorlaufzeit zurück und verpassten als Viertplatzierte knapp die Medaillenränge.

## Wichtige Wettbewerbe
| Jahr                | Veranstaltung               | Ort                 | Platz               | Disziplin           | Zeit                |
| Startet für Schweiz | Startet für Schweiz         | Startet für Schweiz | Startet für Schweiz | Startet für Schweiz | Startet für Schweiz |
| ------------------- | --------------------------- | ------------------- | ------------------- | ------------------- | ------------------- |
| 2015                | U20-Europameisterschaften   | Eskilstuna          | 5. (Vorlauf)        | 4 × 100 m           | 45,89 s             |
| 2017                | U23-Europameisterschaften   | Bydgoszcz           | 3.                  | 4 × 100 m           | 44,07 s             |
| 2019                | Universiade                 | Neapel              | 4. (Vorlauf)        | 4 × 100 m           | 44,97 s             |
| 2021                | Halleneuropameisterschaften | Toruń               | 15.                 | 60 m                | 7,32 s              |
| 2021                | Olympische Sommerspiele     | Tokio               | 4.                  | 4 × 100 m           | 42,08 s             |

## Persönliche Bestleistungen
Freiluft
- 100 m: 11,32 s, 9. Juli 2022, Bulle

Halle
- 60 m: 7,29 s, 20. Februar 2021, Magglingen